# Ella Bay National Park
Ella Bay National Park är en park i Australien. Den ligger i delstaten Queensland, omkring 1 300 kilometer nordväst om delstatshuvudstaden Brisbane. Ella Bay National Park ligger 17 meter över havet.
Trakten är glest befolkad. Närmaste större samhälle är Innisfail, nära Ella Bay National Park.
Genomsnittlig årsnederbörd är 3 170 millimeter. Den regnigaste månaden är mars, med i genomsnitt 674 mm nederbörd, och den torraste är oktober, med 52 mm nederbörd.